# シマロン級給油艦 (2代)
シマロン級給油艦（英語: Cimarron-class oiler）はアメリカ海軍の給油艦（AO）。

## 来歴
1970年代半ばの時点で、アメリカ海軍の艦艇数は劇的に減少し、50年以上で最悪の状態に陥っていた。給油艦においては、AOR（廉価・低速版AOE）として建造されたウィチタ級を除けば1950年代に建造されたネオショ級が最新で、数的には第二次世界大戦中に建造されたものが大半を占めていた。1960年代半ばにはこれらの艦の一部に対して延命改修が行われたが、老朽化は依然として問題であった。
1975年、下院軍事委員会の海軍小委員会は、この問題に対して5年間にわたり年間35隻の造船計画を進めるよう勧告した。この一環として建造されたのが本級であり、1975年度分の建造予算は認められなかったものの、1976年度予算より建造が開始された。

## 設計

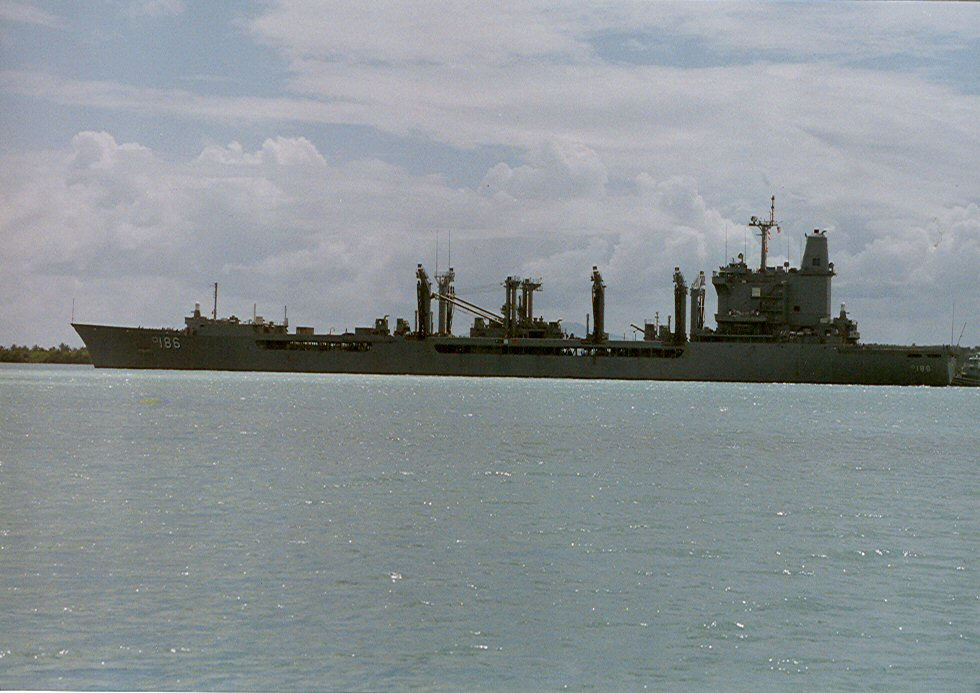
改装後の「プラット」

本級は先行するネオショ級よりも大幅に小型であり、また戦時建造型を除けば唯一の1軸推進型AOとなった。設計は連邦海事局ではなく海軍の基準に基づいて行われた。
本級は通常動力航空母艦1隻、駆逐艦6～8隻からなる空母戦闘群2群に対して燃料補給を行う能力を持っていた。その後、艦橋前に約35メートルの船体を挿入するジャンボ化（jumboized）改装を行って、燃料搭載量を増大させるとともに弾薬などのドライカーゴの補給能力を強化、補給ポストも1組増加することになり、1989年から1992年にかけて全艦が改修された。

## 能力
物資格納（改装後）
- 貨油：150,000バレル
  - 艦船用燃料専用タンク：75,000バレル
  - JP-5航空燃料専用タンク：45,000バレル
  - 艦艇燃料・航空燃料両用タンク：30,000バレル

- 武器弾薬類：625トン
- ドライカーゴ：360トン
- 冷蔵食品：60トン
- 潤滑油：55ガロン入りドラム缶×125本
- ガスボンベ：584本
- ISO規格コンテナ×21基

洋上移送
洋上移送装置としては、左舷側に4ヶ所、右舷側に3ヶ所の補給ステーションが設置された。送油能力は、艦船用燃料は毎時408キロリットル、航空燃料は245キロリットルであった。

## 同型艦
全艦エイボンデール造船所で建造された。
| 艦番号 | 艦名                           | 起工           | 進水           | 就役            | 退役            | 除籍            | 外部リンク |
| ------ | ------------------------------ | -------------- | -------------- | --------------- | --------------- | --------------- | ---------- |
| AO-177 | シマロン USS Cimarron          | 1978年 3月18日 | 1979年 4月28日 | 1981年 1月10日  | 1998年 12月15日 | 1999年 5月3日   |            |
| AO-178 | モノンガヒーラ USS Monongahela | 1978年 8月15日 | 1979年 8月4日  | 1981年 9月5日   | 1999年 9月30日  | 1999年 9月30日  |            |
| AO-179 | メリマック USS Merrimack       | 1979年 7月16日 | 1980年 5月17日 | 1981年 11月14日 | 1998年 12月18日 | 1998年 12月18日 |            |
| AO-180 | ウィラメット USS Willamette    | 1980年 8月4日  | 1981年 7月18日 | 1982年 12月18日 | 1999年 4月30日  | 1999年 4月30日  |            |
| AO-186 | プラット USS Platte            | 1981年 2月2日  | 1982年 1月30日 | 1983年 1月29日  | 1999年 6月30日  | 1999年 6月30日  |            |